# Branden Frazier
Branden Lee Herbert Frazier (nacido el 23 de julio de 1992 en Brooklyn, New York) es un jugador de baloncesto estadounidense. Con 1,91 metros de altura, juega en la posición de base.

## Trayectoria deportiva
Durante su etapa universitaria defendió los colores de los Fordham Rams y tras no ser elegido en el Draft de la NBA de 2014, fichó por el Den Helder Kings, un equipo de baloncesto holandés con el que compitió en la FEB Eredivisie.
Más tarde, jugaría unos meses en la liga húngara en las filas del Kaposvári KK.
En la temporada 2015-16 jugaró en Ucrania en el BC Khimik con el que sería campeón de la Superliga de baloncesto de Ucrania y MVP de la final, antes de fichar en junio de 2016 por el Avtodor Saratov de la VTB League.
El 24 de julio de 2018 el San Pablo Burgos hace oficial su fichaje por una temporada.
El 27 de febrero de 2021, firma por el AS Mónaco Basket de la Pro A francesa.
El 10 de agosto de 2021, firma por el Stelmet Zielona Gora de la Polska Liga Koszykówki.
El 31 de diciembre de 2021, firma por el Fortitudo Bologna de la Lega Basket Serie A italiana.
En verano de 2022, firma por el Libertadores de Querétaro de la Liga Nacional de Baloncesto Profesional de México.
El 16 de diciembre de 2023, firma por el Real Betis Baloncesto de la Liga LEB Oro. En sus 7 partidos jugados con el conjunto sevillano, el americano promedió: 15 puntos, 2,5 rebotes, 3 asistencias y 13,1 de valoración.
El 24 de febrero de 2024, firma por el CB Estudiantes de la Liga LEB Oro. El 1 de mayo de 2024, rescinde su contrato con el conjunto estudiantil.